# 莱昂丁
莱昂丁（德语：Leonding）是位於奧地利西北部上奧地利州的一個城市。2001年，萊翁丁有人口22,269人。城市面積24.05平方公里。在1898年到1905年期間，希特勒曾經在這里生活過。

## 外部連結
- 官方網站 （页面存档备份，存于）